# بغا الشرابي
بغا الشرابي، المعروف أيضًا باسم بغا الصغير، لتمييزه عن بغا الكبير، كان قائدًا عسكريًا عباسيًا من أصل تركي في منتصف القرن التاسع في الدولة العباسية.
خدم في عهد الخليفة المتوكل (847-861) في أذربيجان، لكنه قاد لاحقًا مؤامرة الترك التي قتلت الخليفة، حيث تحالف وصيف التركي، وأصبح بغا بعد ذلك له النفوذ الواسع في بلاط محمد المنتصر بالله (861-862) وأحمد المستعين بالله، (862-866)، خلال «فوضى سامراء». لكن قل تأثيره في عهد المعتز بالله (866 869) لأن المعتز كان يستاء من تأثيره ودوره في مقتل والده المتوكل. وفي عام 868/ 253 هـ سُجن بغا وأُعدم بأمر من الخليفة.